# Рутовский, Фридрих Август
Фри́дрих А́вгуст, граф Рутовски(й) (нем. Friedrich August, Graf Rutowsky/Rutowski; 19 июня 1702, Варшава/Дрезден — 16 марта 1764, Пильниц, близ Дрездена, Саксония) — граф, саксонский генерал-фельдмаршал (11 января 1749 года).

## Жизненный путь

### Ранние годы
Фридрих Август был внебрачным сыном Августа Сильного, короля Польши и курфюрста Саксонии, и Фатимы (Fatime), турчанки, пленённой Хансом Адамом фон Шёнингом во время битвы у Буды в 1686 году (Венгрия). После того как она стала любовницей короля, была крещена христианским именем Мария Анна и переехала ко двору короля в Дрезден.

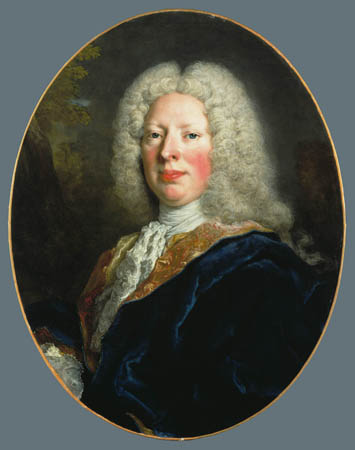
Портрет графа Рутовского кисти Никола де Ларжильера, 1729 год. Детройтский институт искусств

Ребёнок получил имя своего отца, но вскоре после его рождения, Фатима была выдана замуж по наущению самого Августа за управляющего королевским двором Иоганна Георга Шпигеля (Johann Georg Spiegel). Фредерик Август вместе с матерью был перевезён в имение семьи Шпигель, но отец заботился о его образовании. Титул графа Рутовского присвоил ему Август Сильный, признав своим сыном.

### Военная карьера
После поездок в Мюнхен и Венецию, Рутовский в феврале 1725 года прибыл в Турин, где посетил двор короля Сардинии и герцога Савойского Виктора Амадея II. Здесь он получил под своё командование полк, расквартированный в Алессандрии. Ему так понравилась служба в здешних местах, что он стал просить отца о возможности поступления на французскую службу, чтобы остаться служить в Савойе. Получив отказ, он вынужден был вернуться в Саксонию.
В 1726 году получил в командование полк, а 26 мая 1727 года он получил чин генерал-майора Саксонской армии. Вскоре, однако, поступил на службу в прусскую армию. В 1729 году он вновь возвратился на саксонскую службу.
Во время Войны за польское наследство, участвовал в кампаниях в Польше и на Рейне. В 1734 году отличился при осаде Данцига. Затем отправился волонтером под знамёна принца Евгения Савойского и 12 июля 1735 года, во главе бригады имперской армии, взял в плен французского партизана Ла-Кроа, а 20 октября удачно сражался при Зальме, после чего пожалован 1 января 1736 года генерал-лейтенантом и получил в командование Гвардейский корпус (Garde du Corps). В этой должности принял в 1737 году участие в составе саксонского контингента в войне против турок в Венгрии, отличился в деле при Радояваче и начальствовал арьергардом отступавшего корпуса.
21 апреля 1738 года он был произведен в генералы кавалерии. 9 августа 1740 года был назначен губернатором Дрездена и командиром Гвардейского гренадерского корпуса.
Во время Первой Силезской войны, в кампанию 1741 года возглавил корпус в Богемии против австрийцев и участвовал в штурме Праги 26 ноября 1741 года, но затем из-за спора с прусским королём Фридрихом II отставил командование своему единокровному брату Иоганну Георгу и убыл из армии.
С января 1742 года — шеф драгунского полка.
В 1744 году командовал в лагере при Пирне, когда курфюрст саксонский присоединился к Австрии, но не мог воспрепятствовать проходу прусских войск через Саксонию. С вступлением Саксонии во Вторую Силезскую войну, в кампанию 1745 года командовал войсками, оставшимися в Саксонии, в Дрездене. В августе, с 13 батальонами и 18 эскадронами, занял позицию при Лейпциге, где к нему примкнула и бо́льшая часть армии герцога Вейсенфельского из Богемии, потом отступил к Вильсдруфу (при Дрездене). 12 декабря 1745 года назначен главнокомандующим основной армией, но 15 декабря был разбит принцем Леопольдом Дессауским в битве под Кессельсдорфом, что заставило Саксонию выйти из войны.
6 января 1746 года получил чин генерал-аншефа и был поставлен во главе всех саксонских войск. 11 января 1749 года пожалован в генерал-фельдмаршалы.
С началом Семилетней войны в 1756 году саксонская армия состояла только из 17 тысяч человек и вовсе не были готова к военным действиям. С этими войсками Рутовский, против своего убеждения, должен был занять лагерь у Пирны. Обложенный пруссаками, без провианта и амуниции, и лишившись надежды на помощь австрийцев, которые 1 октября проиграли сражение при Ловозице, он старался пробраться горами по правому берегу Эльбы в Богемию. При Лилиенштейне армия, уменьшившаяся всякого рода лишениями до 14 тысяч человек, снова были окружена пруссаками; 16 октября Рутовский заключил капитуляцию, которые и составила последний акт его военных деятельности
По окончании войны в апреле 1763 года отказался от всех военных чинов и должностей.